# Bartosz Zaczykiewicz
Bartosz Zaczykiewicz (ur. 3 lutego 1969 w Warszawie) – polski reżyser teatralny, dyrektor teatrów, od 2017 dyrektor Teatru im. Wojciecha Bogusławskiego w Kaliszu i Kaliskich Spotkań Teatralnych.
Absolwent II Liceum Ogólnokształcącego im. Stefana Batorego w Warszawie (matura 1988). W 1994 ukończył studia na Wydziale Polonistyki Uniwersytetu Warszawskiego, a w 1998 studia na Wydziale Reżyserii Akademii Teatralnej im. Aleksandra Zelwerowicza w Warszawie. W latach 1999–2007 był dyrektorem naczelnym i artystycznym Teatru im. Jana Kochanowskiego w Opolu. W latach 2007–2009 był dyrektorem naczelnym i artystycznym Teatru Studio w Warszawie. W latach 2012–2017 był zastępcą dyrektora ds. artystycznych Teatru im. Wilama Horzycy w Toruniu.
W 2005 został odznaczony brązowym Medalem „Zasłużony Kulturze Gloria Artis”.
Zrealizowane spektakle:
- Amfitrion Moliera – Teatr Dramatyczny w Elblągu, premiera 24 października 1997,
- Zemsta Aleksandra Fredry – Teatr Staromiejski w Warszawie, premiera 18 listopada 1997,
- Amfitrion Moliera – Teatr Śląski, premiera 18 kwietnia 1998,
- Farrago Lidii Amejko – Teatr im. Wojciecha Bogusławskiego w Kaliszu, premiera 3 października 1998,
- Rzeźnia Sławomira Mrożka – Teatr Śląski, premiera 3 marca 1999,
- Żelazna konstrukcja Macieja Wojtyszko – Teatr Śląski, premiera 11 września 1999,
- Kolacja dla głupca Francisa Vebera – Teatr Dramatyczny im. Jana Kochanowskiego w Opolu, premiera 20 listopada 1999,
- Romeo i Julia Williama Szekspira – Teatr Śląski, premiera 16 września 2000,
- Damy i huzary Aleksandra Fredry – Teatr Dramatyczny im. Jana Kochanowskiego w Opolu, premiera 2 grudnia 2002,
- Tajemniczy Mr. Love Karoline Leach – Teatr Dramatyczny im. Jana Kochanowskiego w Opolu, premiera 6 października 2001,
- Kaleka z Inishmaan Martina Mc Donagha – Teatr Dramatyczny im. Jana Kochanowskiego w Opolu, premiera 4 listopada 2001,
- Niepoprawni według Juliusza Słowackiego – Teatr Dramatyczny im. Jana Kochanowskiego w Opolu, premiera 3 kwietnia 2003,
- Emilia Galotti Ephraima Gotholda Lessinga – Teatr Dramatyczny im. Jana Kochanowskiego w Opolu, premiera 7 listopada 2003,
- Zabij mnie Marka Modzelewskiego – Teatr Dramatyczny im. Jana Kochanowskiego w Opolu, premiera 6 marca 2004,
- Kot w butach Hanny Januszewskiej – Teatr Dramatyczny im. Jana Kochanowskiego w Opolu, premiera 9 października 2004,
- Dożywocie Aleksandra Fredry – Teatr Dramatyczny im. Jana Kochanowskiego w Opolu, premiera 11 kwietnia 2005,
- Odys według Stanisława Wyspiańskiego – Teatr Dramatyczny im. Jana Kochanowskiego w Opolu, premiera 24 kwietnia 2006,
- Obrock Stanisława Ignacego Witkiewicza – Teatr Studio w Warszawie, premiera 29 listopada 2008,
- Tajemniczy Mr. Love Karoline Leach – Teatr Bagatela, premiera 28 września 2012,
- Per procura Neila Simona – Teatr im. Aleksandra Fredry w Gnieźnie, premiera 15 grudnia 2012,
- Bolesław Śmiały Stanisława Wyspiańskiego – Teatr Polski w Warszawie, premiera 29 stycznia 2014.